# Mazeppa (opera)
A Mazeppa (eredeti címén Мазепа, átírásban Mazepa) Pjotr Iljics Csajkovszkij orosz zeneszerző egyik háromfelvonásos operája. Szövegkönyvét Viktor Petrovics Burenyin írta Alekszandr Szergejevics Puskin Poltava című elbeszélő költeménye alapján. Ősbemutatójára 1884. február 15-én került sor a moszkvai Nagyszínházban.

## A mű keletkezéstörténete
Az operát 1881 júniusa és 1883 áprilisa között írta Csajkovszkij. A librettó alapjául Puskin Poltava című elbeszélő költeménye szolgált, amely a Nagy Péter és XII. Károly svéd király vezette seregek közötti összecsapásnak állít emléket. Csajkovszkij először 1881 nyarán tett említést a Poltaváról kiadójának, és hamarosan annyira elragadtatta magát, hogy eldöntötte megzenésíti azt. A szövegkönyvet Burenyin írta, aki Puskin eredeti verseléséből sokat átvett. Csajkovszkij elégedetlen volt az elkészült librettóval és saját maga javította át, ezáltal minimálisra csökkentve a puskini versek számát. Ősbemutatójára 1884. február 15-én került sor a moszkvai Nagyszínházban, nagy sikerrel, olyannyira, hogy még a cár is gratulált a zeneszerzőnek.

## Szereplők
| Szereplő                                                 | Hangfekvés   |
| -------------------------------------------------------- | ------------ |
| Mazeppa, a kozákok atamánja                              | bariton      |
| Vaszilij Kocsubej, kozák alvezér, a barátka              | basszus      |
| Ljubova, Kocsubej felesége                               | mezzoszoprán |
| Marija, Kocsubej korábbi házasságából született leánya   | szoprán      |
| Marija édesanyja                                         | mezzoszoprán |
| Andrej, kozák legény, Marija egykori szerelme            | tenor        |
| Orlik, Mazeppa bizalmasa                                 | basszus      |
| Iskra kapitány, Kocsubej barátja                         | tenor        |
| Egy részeg kozák                                         | basszus      |
| Kozákok, nők, vendégek, Kocsubej szolgálói, szerzetesek. |              |

## Cselekménye
- Helyszín: Poltava (Ukrajna)
- Idő: 1709

### Első felvonás
A kozákok idősödő atamánja, Mazeppa, beleszeret barátja, Kocsubej leányába. A leány viszonozza Mazeppa szerelmét, annak ellenére, hogy már van udvarlója gyermekkori pajtása, Andrej személyében. Amikor Mazeppa megkéri a leány kezét, Kocsubej kifakad dühében és visszautasítja. A leány azonban nem hallgat apjára és megszökik Mazeppával. Kocsubej nem tud belenyugodni leánya elvesztésébe, ezért a cárhoz, Nagy Péterhez fordul és beárulja Mazeppát azzal a mondvacsinált indokkal, miszerint a cári hatalom megdöntésére törne.

### Második felvonás
A cár nem hisz Kocsubejnek, átlát szavain, és megérzi a sértett apa féltékenységét. Továbbra is bízik Mazeppában, ezért ahelyett, hogy megbüntetné, a kezére adja Kocsubejt. Mazeppa tudomást szerez Kocsubej árulásáról, elfogatja és megkínoztatja őt, majd elrendeli kivégzését. A leánynak, Marijának azt mondja, hogy az apja elárulta a kozákokat és ezért kell bűnhődnie. Ekkor váratlan esemény történik: megjelenik Marija anyja. Figyelmezteti a lányt, hogy az áruló tulajdonképpen Mazeppa és kérleli őt, hogy járjon közben a cárnál Kocsubej megmentéséért. A megszeppent leány Mazeppához rohan bocsánatért esedezni, de elkésett: apját már kivégezték. A távolban csatazaj hallatszik. Érkeznek az ellenséges svéd csapatok. Mazeppa elrendeli a csatára való felkészülést.

### Harmadik felvonás
A poltavai csatában a cár seregei győzedelmeskednek a svédek és szövetségeseik, a kozákok fölött. Mazeppa, hogy mentse magát, megpróbálja az árulás gyanúját Kocsubej egykori híveire terelni, s hogy szavainak súlyt adjon, a közöttük felbukkanó, valójában a cár csapatait segítő Andrejt maga sebzi halálra. A csatamezőre érkezik a megtört és eszét vesztett Marija is. Találkozik a menekülő Mazeppával, de nem ismeri fel. Tovább bolyong, mígnem rátalál haldokló szerelmére, Andrejre. A szerencsétlen férfit kisgyermeknek nézve megrázó bölcsődalt énekel szerelmese felett, majd maga is élettelenül hanyatlik rá.